# میلتو
میلتو (به ایتالیایی: Mileto) یک منطقهٔ مسکونی در ایتالیا است که در استان ویبو والنتیا واقع شده‌است.

## خصوصیات
میلتو ۳۴٫۹ کیلومترمربع مساحت و ۷٬۰۵۸ نفر جمعیت دارد و ۳۶۵ متر بالاتر از سطح دریا واقع شده‌است.